# Ga Cheongpyeong
Ga Cheongpyeong là ga đường sắt trên Tuyến Gyeongchun.

## Bố trí ga
| ↑ Daeseong-ri   |
| ４３ \| ２１ \| |
| Sangcheon ↓     |

| １·２ | ●Tuyến Gyeongchun →ITX-Cheongchun | → Hướng đi Chuncheon →                                 |
| ３·４ | ●Tuyến Gyeongchun →ITX-Cheongchun | ← Hướng đi Cheongnyangni · Đại học Kwangwoon · Yongsan |